# Закиров, Марат Халилович
Марат Халилович Закиров (тат. Марат Хәлил улы Закиров; род. 27 апреля 1969, Дусаево, Мамадышский район, Татарская АССР, РСФСР, СССР) — советский и российский татарский писатель и поэт. Заслуженный работник культуры Республики Татарстан» (2013).

## Биография
Марат Халилович Закиров родился 27 апреля 1969 года в деревне Дусаево Мамадышского района Татарской АССР.
После окончания средней школы в деревне Нижний Таканыш в 1986 году уехал в Казань и поступил на филологический факультет Казанского государственного педагогического института, но на втором курсе был призван в Советскую армию. После прохождения полугодовой учёбы в снайперской школе в Термезе Узбекской ССР был направлен в Афганистан, где служил рядовым в 1988—1989 годах. Удостоен советских и афганских военных наград.
После вывода советских войск из Афганистана в 1989 году вернулся в Казань и возобновил учёбу, вскоре окончив институт. Одновременно занялся журналистикой, став литературным работником новообразованной газеты «Шәһри Казан», а в 1993 году начал работать в журнале «Идель», где прослужил восемь лет. Также работал в редакции газеты «Татарстан хәбәрләре», в Татарском государственном театре юного зрителя.
В 2001 году перешёл в журнал «Казан утлары», где являлся заведующим отделом прозы. В дальнейшем занимал пост заместителя главного редактора журнала «Безнең мирас», ныне является консультантом по татарской литературе при председателе Союза писателей Республики Татарстан Р. Зайдулле. Занимается популяризацией татарской литературы, выпускает соответствующую программу в блоге СП РТ на «YouTube».

## Очерк творчества
Член Союза писателей Республики Татарстан с 1999 года. Творческий псевдоним — Марат Закир. Начал публиковаться в 1983 году в детской прессе, в газете «Яшь ленинчы» и журнале «Ялкын». В юности испытал сильное влияние творчества мамадышца Ш. Маннура, премией имени которого был награждён в 1995 году за подборку стихов. Работает в жанрах поэзии и прозы, известен как автор повестей, рассказов, стихотворений.
Проза Закира, ряд афганских рассказов, в частности «Канлы болыт» («Кровавое облако»), получили высокую оценку со стороны М. Хузина. Данный рассказ был помещён в «Антологию татарского рассказа» («Татар хикәясе антологиясе», 2003), два других — в книгу «Современная татарская проза» (2007). В тот же период в свет вышла первая книга стихов Закира под названием «Кояшлы төн» («Солнечная ночь», 2005), за которую он был награждён премией имени С. Сулеймановой. Сборник также был высоко оценён критиками, в частности И. Валиуллой и Р. Кутуем.

## Награды

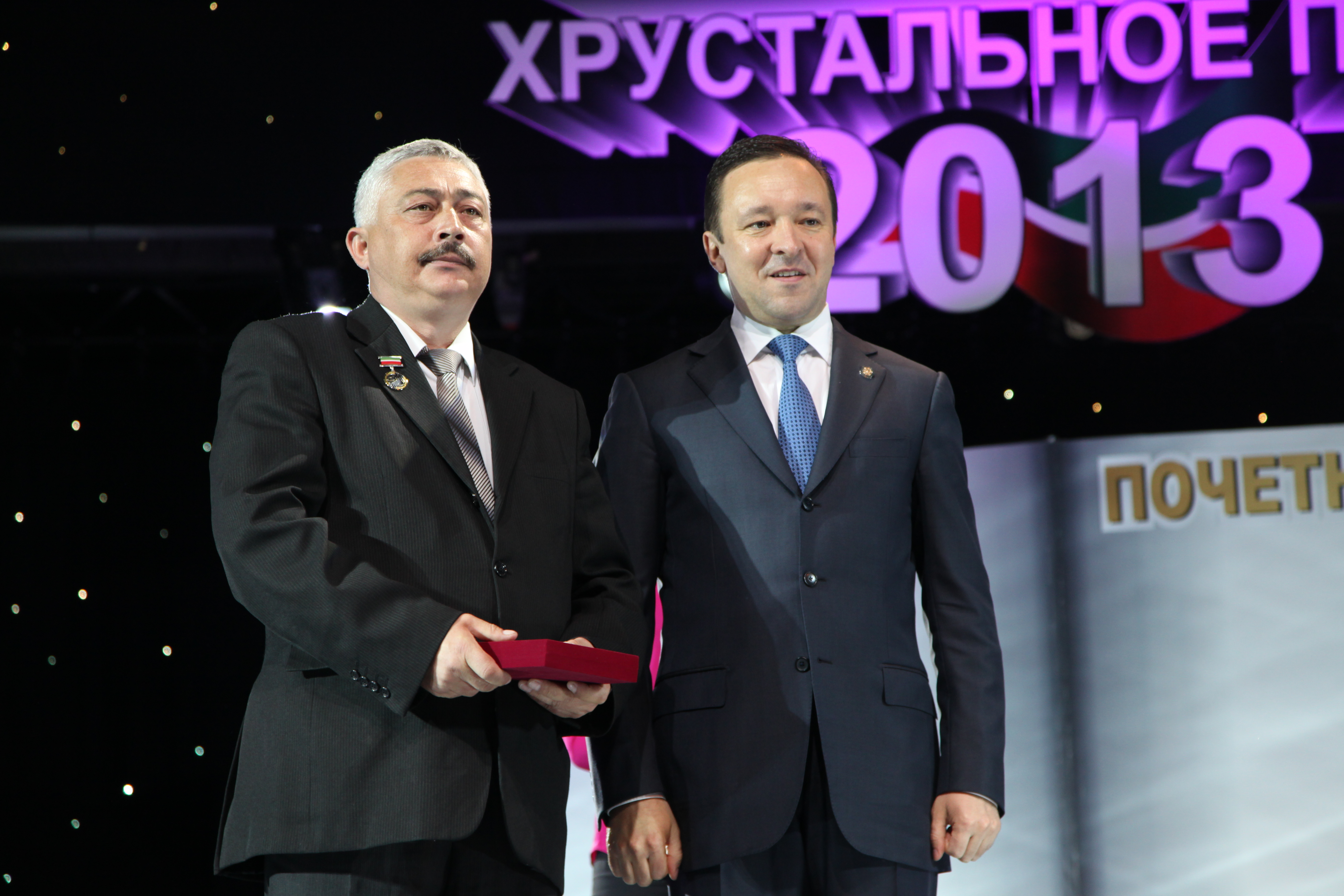
Вручение почётного звания премьер-министром И. Халиковым, 2013 год

- Почётное звание «Заслуженный работник культуры Республики Татарстан[тат.]» (2013 год)[18].
- Премия имени Сажиды Сулеймановой[тат.] (2008 год)[19].
- Премия имени Шайхи Маннура[тат.] (1995 год)[20].
- Медали СССР и Афганистана[6], в том числе «Воину-интернационалисту от благодарного афганского народа»[4].